# パシフィック・ウエスタン航空314便着陸失敗事故
パシフィック・ウエスタン航空314便着陸失敗事故は1978年2月11日にクランブルック/カナディアン・ロッキーズ国際空港で、パシフィック・ウエスタン航空314便が着陸に失敗した事故。乗員乗客49人のうち42人が死亡した。
314便はウッドバッファローからエドモントンとカルガリーを経由し、次の経由地であるクランブルック/カナディアン・ロッキーズ国際空港へ着陸したが、除雪車を避けるために着陸復航を試みた。衝突は回避できたものの、着陸の際にスラストリバーサーを作動させていたため、高度を維持できずに墜落した。カルガリーの航空管制は、314便のクランブルック到着予定時刻を間違えて除雪作業者に伝えており、パイロットもビーコン通過を報告していなかった。
調査はカナダ運輸省の航空安全調査部が行い、航空事故審査委員会の監査を受けた。

## 事故の経緯
クランブルックは無管制空港だった。事故当時、雪が降っており、視界がおよそ3/4マイルであった。除雪作業者は、314便の到着予定時刻が2000Z（20時00分）であると通達されていた。314便は、1955Z（19時55分）に滑走路の端から約800フィートの場所に着陸し、スラストリバーサーを作動させたが、除雪車はまだ滑走路から退去していなかった。パイロットは除雪車を見つけすぐに着陸復航を試み、高度50〜70フィートで除雪車への衝突を回避した。機体は、300～400フィートまで上昇したが、左に傾きはじめ、墜落した。
墜落時には、左スラストリバーサーは完全に展開されていたが、右スラストリバーサーはほぼ展開していなかった。左エンジンはほぼアイドルで右エンジンは離陸推力にあり、ラダーとエルロンが右いっぱいに切られており、ギアは降りておりフラップは20度であった。314便はフラップ40度で着地後、復航のために15度まで格納しようとしていた。
ボーイングのシミュレーションによれば、エンジン一基がアイドルリバース状態でもう一基がフル出力、ギアを格納しフラップが15度であれば、機体は制御可能である。フラップ25度、ギアダウン、スラストリバーサー1基を展開した場合、降下率は126ノットで50フィート/分となる。毎秒0.1ノットずつ減速すれば降下を止めることができる。フラップ40では、試したどの構成においても、一定の速度で水平飛行を維持するには不十分な推力しかないが、スラストリバーサー1基展開、126ノット、ギアダウンでは、毎秒0.85ノットずつ減速することにより降下を止めることができる。また、左スラストリバーサードアが展開していなければ復航に成功しただろうと述べた。

## スラストリバーサーの設計
ボーイング737は、飛行中にスラストリバーサーシステムの電源が切られるように設計されている。ボーイング737のマニュアルには、スラストリバーサーが展開した後に復航を試みるべきではないと述べられていた。副操縦士は、左エンジンスラストリバーサルオーバーライドスイッチを操作しようと試みた。これは、スラストリバーサーを飛行中に格納することを可能にするための操作だった。